# Le Translay
Le Translay là một xã ở tỉnh Somme, vùng Hauts-de-France, Pháp.

## Địa lý
Thị trấn này có cự ly khoảng 12 dặm Anh về phía tây nam của Abbeville, trên đường D928.

## Dân số
| 1962                                                                   | 1968 | 1975 | 1982 | 1990 | 1999 |
| ---------------------------------------------------------------------- | ---- | ---- | ---- | ---- | ---- |
| 200                                                                    | 201  | 202  | 198  | 200  | 182  |
| Census count starting from 1962 source=INSEE Dân số không tính hai lần |      |      |      |      |      |

## Địa điểm nổi bật
- Nhà thờ Saint Jean-Baptiste